# Tuto Sañudo
Juan Antonio Sañudo Herrero detto Tuto Sañudo (Serdio, 13 giugno 1956) è un ex calciatore spagnolo di ruolo difensore.

## Carriera

### Club
Iniziò la carriera nel Club Deportivo Barquereño, squadra con sede a San Vicente de la Barquera, nella comunità autonoma della Cantabria. Successivamente fu ingaggiato dal Racing Santander. Giocò per due stagioni nel Rayo Cantabria, la squadra riserve dei neroverdi, prima di affermarsi in prima squadra. Esordì nella Liga spagnola a 19 anni, il 7 gennaio 1979 contro il Valencia. Il 28 gennaio arrivarono i primi gol: una doppietta contro il Barcellona che valse la vittoria per 2-1.
Dopo nove stagioni al Racing Santander, nel 1987 si trasferì al Real Oviedo, in Segunda División. Al termine della prima annata ottenne la promozione in massima serie. Rimase nelle Asturie per quattro stagioni, giocando con il Real Oviedo la sua unica partita internazionale, in Coppa UEFA, il 3 ottobre 1991 in trasferta contro il Genoa (incontro vinto per 3-1 dalla squadra ligure).
Nel 1992-1993 tornò al Racing Santander, nella Segunda División, dove concluse la carriera.
È stato presidente del Racing dal 31 gennaio 2014 al 14 giugno 2015 e poi presidente onorario dal 2015 al 2020.